# MIDP
MIDP é uma especificação para o uso da plataforma Java só que feita para dispositivos móveis como celulares, e distribuída também pela Sun. O mais conhecido perfil do J2ME baseado na CLDC e KVM, e é o perfil mais desenvolvido e amplamente adotado em muitos lugares por todo o mundo, principalmente em PDAs, telefones celulares e em outros dispositivos móveis.

## Versões

### MIDP 1.0
Lançado em 2000, o MIDP1.0 foi introduzido pela JSR 37 e está praticamente em desuso, já que apenas celulares antigos e na maioria monocromáticos ainda suportam.

### MIDP 2.0
Lançado em 2002, o MIDP 2.0, definido pela JSR 118, aprimorou as capacidades do MIDP 1.0. Adicionou várias características às APIs originais, foram acrescentadas novas APIs de rede suportando TCP sockets, UDP datagrama, serialização, bluetooth, iniciliazação de envio (push-initialed) e conexões seguras. Uma robusta API de segurança e policiamento. Tambem foi adicionada uma APIs para o tratamento de jogos 2D e 3D.

### MIDP 3.0
Com lançamento previsto para 2009 o O MIDP 3.0 é definido pela JSR 271, trará novas funcionalidades como a possibilidade de rodar múltiplas MIDlets ao mesmo tempo, colocar MIDlets em background, MIDlets auto-launch, permitir intercomunicação entre MIDlets diferentes, novas opções para o tratamento de menus, uma nova API capaz de rodar gráficos 3D melhores, entre outras.

## APIs

### MIDP 1.0
- javax.microedition.io
- javax.microedition.lcdui
- javax.microedition.rms
- javax.microedition.midlet

### MIDP 2.0
- javax.microedition.media
- javax.microedition.lcdui.game
- javax.microedition.pki

## Software
O software que implementa MIDP roda no KVM suportado pelo CLDC e contêm serviços adicionais para o código de aplicação escrito usando APIs MIDP. Aplicações MIDP são chamadas de MIDlets. MIDlets podem usar facilidades de MIDP e as APIs que MIDP herda de CLDC.
Junto com o equipamento os fabricantes fornecem mais dois componentes: classes e aplicações OEM (Original Equipament manufacturer). As classes OEM são usadas pelo MIDP para acessar funções específicas como enviar dados e receber mensagens e acessar dados persistentes específicos do dispositivo. As aplicações OEM são programas fornecidos pelo fabricante, tal como uma agenda de endereços. As aplicações OEM podem ser acessadas pelo MIDP.